# Idaea subherbariata
Idaea subherbariata är en fjärilsart som beskrevs av Adolph Rössler 1877. Idaea subherbariata ingår i släktet Idaea och familjen mätare. Inga underarter finns listade i Catalogue of Life.